# Фрост, Бен
Бен Фрост (англ. Ben Frost; род. 1980, Мельбурн) — австралийский композитор, музыкант, продюсер и режиссёр.

## Творчество
Живёт и работает в Исландии. Пишет музыку в жанрах: пост-панк, нойз, экспериментальная музыка и минимализм. Широкой аудитории Фрост известен как создатель музыки, написанной под влиянием стилей минимализм, пост-панк, блэк-метал и нойз. Всё это наилучшим образом отражено на выпущенном в 2007 альбоме Theory of Machines. Фрост является участником группы молодых художников «Цикада». Вместе они делают крупномасштабные видео инсталляции и выступления, основанные на соединении биологии и технологии — сочетание, возможно, наилучшим образом отражённое на аудио-видео инсталляции «Толпа», в которой рассказывается о психологии толпы и в качестве примера изображена стая рыб и представлены обработанные записи хора. К Фросту как композитору с большим уважением относятся как в киноиндустрии, так и в современной танцевальной культуре. Он тесно сотрудничал с такими компаниями как the Australian Based Chunky Move, Исландская танцевальная труппа и признанным исландским танцором и хореографом Erna Omarsdottir. Фрост получил премию Helpmann за постановку танца Mortal Engine для Chunky Move. Фроста часто путают с австралийским художником Беном Фростом, тем более что они ровесники и вместе участвовали в проектах. Способности Бена Фроста как продюсера быстро выросли, после того как он был назван лучшим «нойз ремикс-артистом года» на радио JJJ Radio, за его преобразование альбома группы Something for Kate «Monsters». Фрост продюсировал работы таких музыкантов как Neotropic (Великобритания), Sea Life Park (Великобритания), Gomez (Великобритания), David Bridie & Valgeir Sigurðsson (Исландия) и Gelbison.

«Этот альбом должен закрепить за ним образ одного из самых заметных продюсеров-новаторов современности. Theory of Machines — это будущее электронной музыки». Boomkat

## Дискография
- Music For Sad Children (2001) — independent
- Steel Wound (2003/re-issue 2007/2012) — Room40
- Theory of Machines (2007) — Bedroom Community
- By The Throat (2009) — Bedroom Community
- The Invisibles (2010) — for Amnesty International
- Sólaris (with Daníel Bjarnason) (2011) — Bedroom Community
- Sleeping Beauty (2011) — independent — soundtrack for Julia Leigh’s movie of the same name.
- Black Marrow (2013) — independent
- F a R (2013) — independent
- A U R O R A (2014) — Mute Records / Bedroom Community
- Variant (2014) — Bedroom Community
- Tom Clancy’s Rainbow Six Siege (Original Game Soundtrack) (совместно с Полом Хаслингером) (2015) — Ubisoft Music
- The Wasp Factory (2016) — Bedroom Community
- Threshold Of Faith (2017) — Mute Records
- Music From Fortitude (2017) — Mute Records — soundtrack for Fortitude (TV series)
- The Centre Cannot Hold (2017) — Mute Records
- Super Dark Times (2017) — soundtrack for Kevin Phillips’s film of the same name
- Dark — Netflix series Dark Season 1 Soundtrack (2019)
- Dark — Netflix series Dark Season 2 Soundtrack (2019)
- Raised by Wolves — HBO Max series Raised by Wolves Soundtrack (2020)